# Las Parotas, Cuautepec
Las Parotas är en ort i Mexiko.   Den ligger i kommunen Cuautepec och delstaten Guerrero, i den södra delen av landet, 300 km söder om huvudstaden Mexico City. Las Parotas ligger 345 meter över havet och antalet invånare är 141.
Terrängen runt Las Parotas är lite kuperad. Runt Las Parotas är det glesbefolkat, med 19 invånare per kvadratkilometer. Närmaste större samhälle är Cuautepec, 2,2 km norr om Las Parotas. I omgivningarna runt Las Parotas växer huvudsakligen savannskog.